# Cnemaspis shahruli
Cnemaspis shahruli là một loài thằn lằn trong họ Gekkonidae. Loài này được Grismer, Chan, Quah, Muin, Savage, Grismer, Ahmad, Greer & Remegio mô tả khoa học đầu tiên năm 2010.